# (S)avis
(S)avis és un programa d'entrevistes de TV3 que s'emetí per primer cop la primavera de 2008. Consta de dues temporades amb un total de 26 entrevistes a personalitats anomenades (S)avis, donada la seva avançada edat, com una mena de testament audiovisual de les seves vides així com de les seves reflexions i la seva transcendència en els últims 50 anys de la Història de Catalunya. Se'n van publicar dos llibres, (S)avis, lluny del silenci i de la queixa (2014), ISBN 978-84-92874-94-1 i El compromís d'una generació. (S)avis, volum 2 (2016) ISBN 978-84-945428-2-4.

## Els entrevistats

### Primera temporada
- Vicenç Ferrer
- Jordi Pujol
- Fabian Estapé
- Rosa Regàs
- Josep Benet i Morell
- Federico Mayor Zaragoza
- Moisès Broggi
- Josep Maria Castellet
- Jordi Sabater Pi
- Neus Català
- Vicente Aranda
- Oriol Bohigas
- Montserrat Carulla

### Segona temporada
- Montserrat Abelló
- Josep M. Ainaud de Lasarte
- Ana María Matute
- Andreu Alfaro
- Antoni Ramallets
- Antoni Serra Ramoneda
- Armand de Fluvià
- Antoni M. Badia i Margarit
- Joaquim Barraquer
- Heribert Barrera
- Joan Triadú
- Pere Portabella
- Teresa Rebull

## Els periodistes
- Mònica Terribas
- Albert Om
- Ramon Pellicer
- Josep Cuní
- Manel Fuentes
- Núria Solé
- Carolina Ferre
- Xavier Bosch
- Xavier Graset
- Emili Manzano
- Manuel Campo Vidal
- Cristina Puig
- Enric Calpena
- Sílvia Cóppulo